# Leucofris
Leucofris (griego antiguo Λεύκοφρυς) fue una antigua ciudad griega de Jonia. 
En 398 a. C., Leucofris fue el lugar donde se retiró el ejército formado por soldados del Peloponeso y de Jonia que, bajo el mando del espartano Dercílidas, se enfrentó a tropas del Imperio aqueménida dirigidas por los sátrapas Tisafernes y Farnabazo II, que habían cruzado el río Meandro. Cuando se produjo el encuentro entre ambos ejércitos, Tisafernes envió unos delegados a parlamentar con Dercílidas y llegaron a un acuerdo mediante el cual tomaron garantías y rehenes y los ejércitos se retiraron, el griego a Leucofris y el asiático a Trales de Caria. Al día siguiente en el lugar que habían convenido negociaron la paz. Se menciona que en Leucofris había un santuario de Artemisa muy venerado y un lago de donde surgía agua potable caliente.
En otro pasaje, Jenofonte sitúa Leucofris entre las ciudades del valle del río Meandro, al igual que Priene y Aquileo, donde el espartano Tibrón estableció sus bases para luchar contra Estrutas.